# Oviedo Madbulls
Oviedo Madbulls es un club deportivo de fútbol americano con sede en Oviedo (Asturias) España.

## Historia
El club inició su actividad a finales de 2011 en Candás (Carreño), pero el elevado número de jugadores ovetenses y el poco apoyo local propició el traslado del equipo a Oviedo. El 24 de marzo de 2012 jugaron su primer partido, amistoso, contra los Cantabria Bisons.